# Four à chaux de Trois-Rivières
L'ancien four à chaux de Trois-Rivières est un ensemble de maçonneries regroupant les ruines d'un four à chaux situé à Trois-Rivières, en France.

## Localisation
Les restes du four à chaux se situent à proximité de la plage de Grande Anse sur la commune de Trois-Rivières, dans le département de la Guadeloupe. Le four est maintenant entouré par une résidence immobilière de logements sociaux.

## Historique
Construit en 1814, le four à chaux de Grande Anse était utilisé pour produire de la chaux à partir de roches calcaires.
Dans les années 2000, un projet immobilier menace la préservation du site. Il est alors inscrit au titre des monuments historiques en 2007.